# Barixníkovo
Barixníkovo (en rus: Барышниково) és un poble de l'óblast de Lípetsk, a Rússia, que en el cens del 2010 tenia 104 habitants. Pertany al districte rural de Terbuní.